# Hulterstad
Hulterstad ist eine zur Gemeinde Mörbylånga gehörende Ortschaft (småort) auf der schwedischen Ostseeinsel Öland.

## Geographie
Der Ort liegt im südöstlichen Teil der Insel und zieht sich als Reihendorf aus bäuerlichen Häusern an der östlichen Küstenstraße der Insel entlang. Nördlich liegt Triberga, südlich Skärlöv. Westlich von Hulterstad erstreckt sich die karge Landschaft des Stora Alvaret. Durch den Ort verläuft der Bach Penåsabäcken in Richtung Ostsee.

## Geschichte

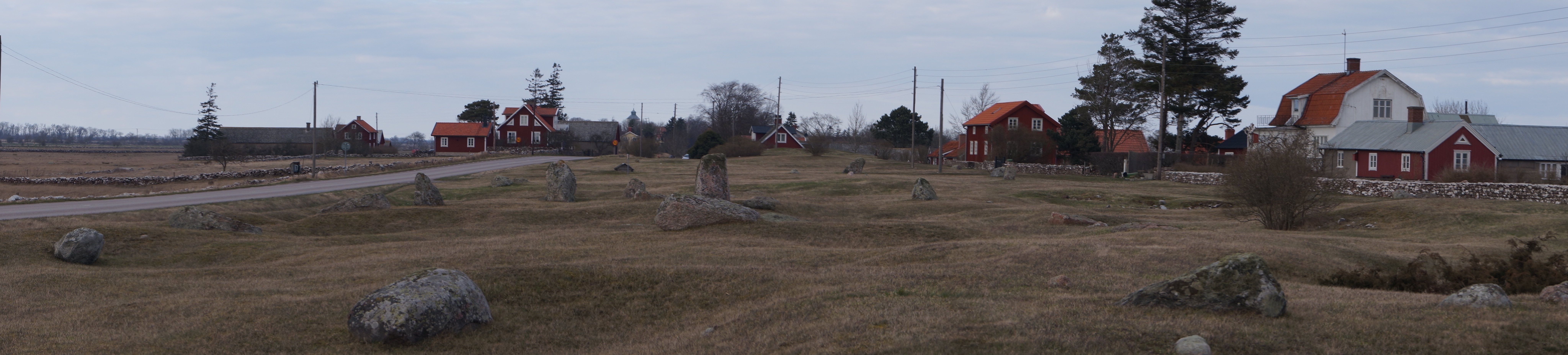
Gräberfeld von Hulterstad

1283 wurde der Ort als Hulterstadhum erstmals urkundlich erwähnt. Am 1. Juni 1676 sank das schwedische Kriegsschiff Kronan vor Hulterstad. Bis 1951 war Hulterstad eine eigenständige Gemeinde. Im Ort steht die Kirche von Hulterstad sowie eine der für Öland typischen Windmühlen. Südlich des Orts liegt ein aus der Eisenzeit stammendes Gräberfeld. In der Nähe befindet sich eine Schiffssetzung aus der Zeit der Wikinger.

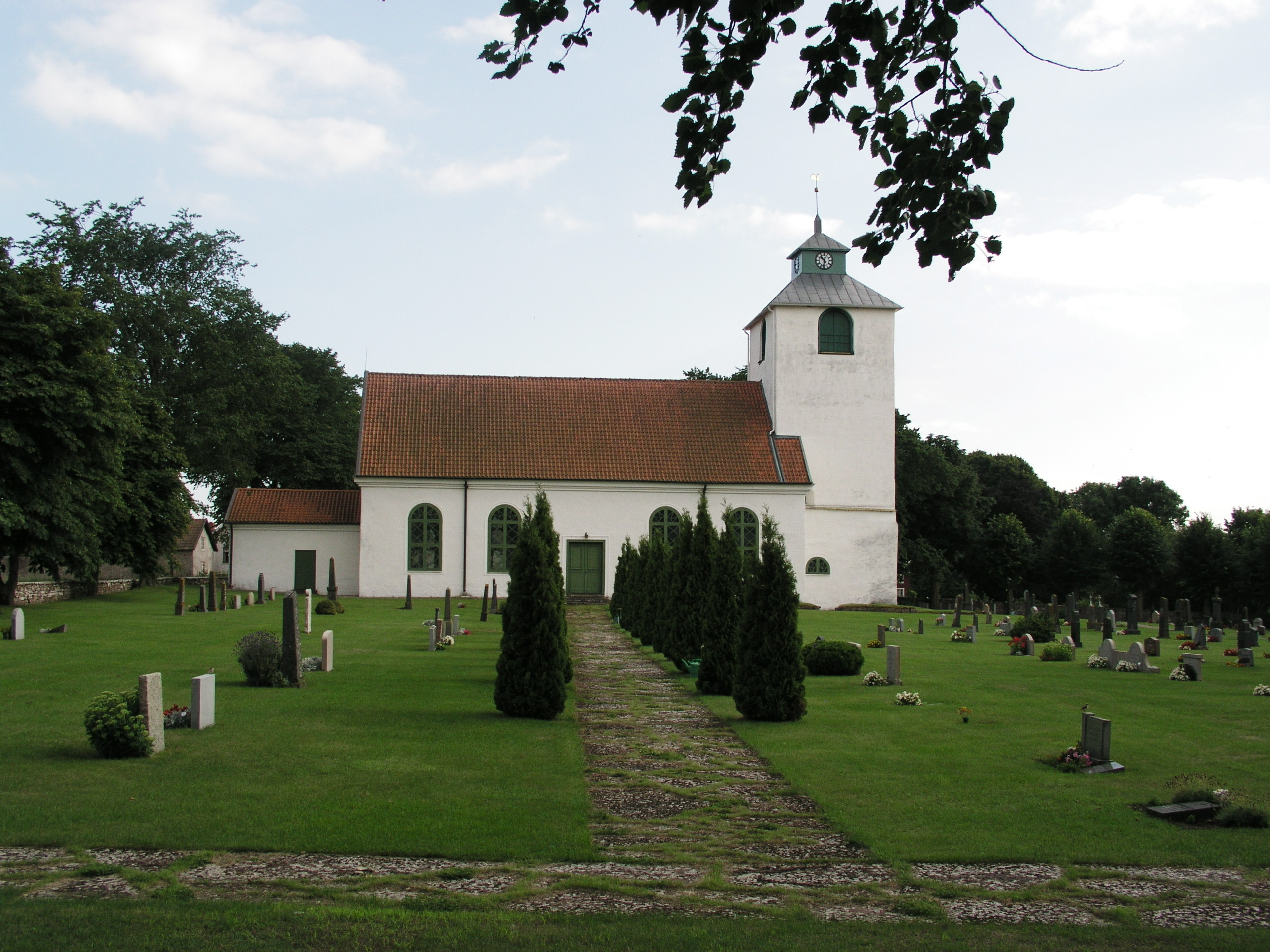
Kirche von Hulterstad – die Runensteine Öl 21, Öl 22 und Öl ATA 4684/43B stehen in einem Raum unterhalb des Bodenniveaus der Kirche.

## Persönlichkeiten
1892 wurde der Photograph Carl E. Andersson in Hulterstad geboren.